# Pünkösti Andor-díj

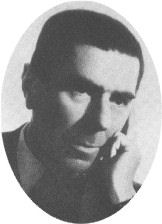
Pünkösti Andor

A Pünkösti Andor-díj az Örkény Színház által létrehozott közönségdíj, amelyet 2014-ben alapítottak. Az elismerést közönségszavazás alapján, a társulat azon tagja kapja, aki a nézők szerint az évadban a legkiemelkedőbb teljesítményt nyújtotta.

## Díjazottak
- 2014 – Polgár Csaba
- 2015 – Gálffi László
- 2016 – Ficza István
- 2017 – Patkós Márton
- 2018 – Nagy Zsolt[2]
- 2019 – Takács Nóra Diána[3]
- 2020 – Mácsai Pál[4]
- 2021 – Józsa Bettina[5]
- 2022 – Pogány Judit[6]
- 2023 – Polgár Csaba[7]
- 2024 – Ficza István[8]
- 2025 – Hajduk Károly[9]